# فیشر کینگ (داستان پرسیوال)

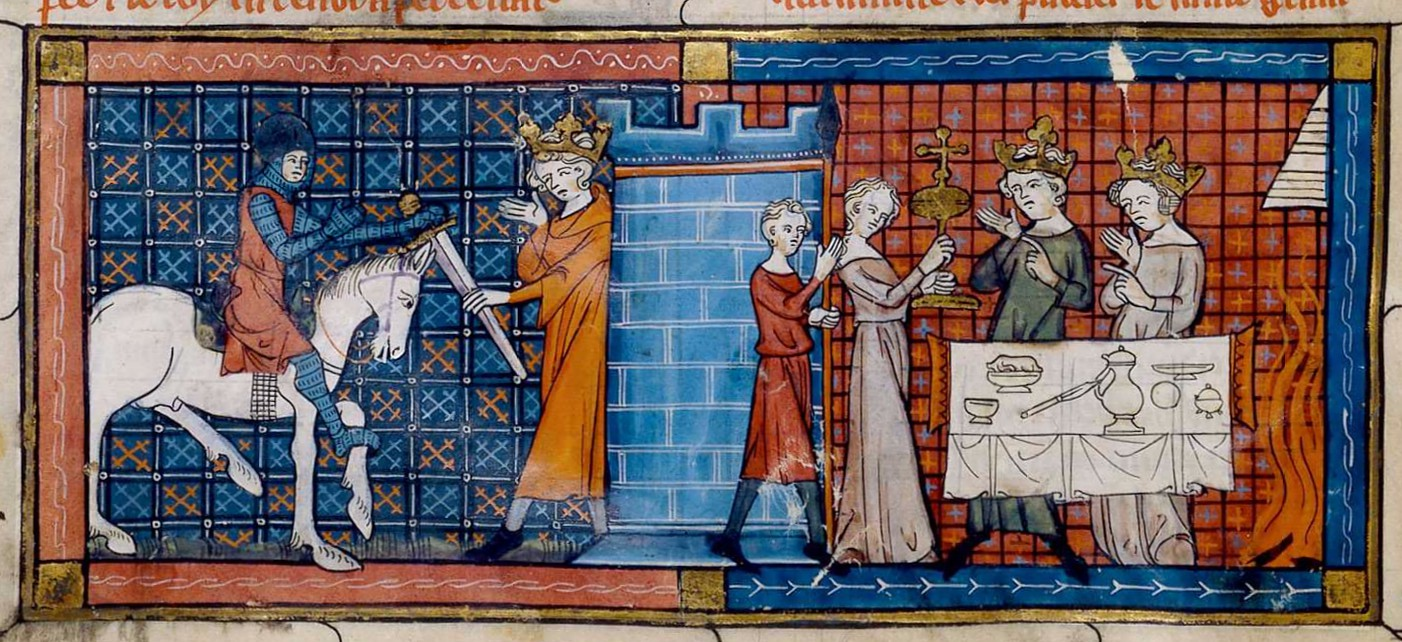
پرسیوال در قصر مورد استقبال فیشر کینگ قرار می‌گیرد برگرفته از دست‌نوشته پرسیوال کرتین دو تروا قرن چهاردهم میلادی

فیشر کینگ یا پادشاه ماهیگیر شخصیتی در رمان‌های آرتوری است. او برای اولین در رمان پرسیوال اثر کرتین دو تروا شاعر فرانسوی قرن دوازدهم ظاهر می‌شود. داستان پرسیوال کرتین به علت مرگ شاعر ناقص ماند اما بعدتر شاعران مختلف اروپا کار کرتین دو تروا را ادامه دادند که یکی از معروف‌ترین آن‌ها رمان پارزیفال وولفرام فون اشنباخ می‌باشد. در رمان پارزیفال ولفرام فون اشنباخ فیشر کینگ, آمفورتاس یا آنفورتاس نام دارد.

## فیشر کینگ در داستان پرسیوال
پرسیوال پدر شوالیه خود را پیش از تولد از دست داد و مادرش برای این که پسرش از فضای جنگ و شوالیه‌گری دور بماند, او را در جنگل‌های ولز بزرگ کرد تا این که روزی او با شاه آرتور و شوالیه‌هایش برخورد کرد و علی رغم مخالفت مادر به قصر شاه آرتور رفت اما پس از چندی پشیمان شد و به دنبال مادرش رفت. در راه او با پیرمردی مواجه شد که در قایق خود ماهی‌گیری می‌کرد. این پیرمرد که به فیشر کینگ معروف هست, قصر و خدم و حشمی داشت. فیشر کینگ او را به ضیافت دعوت کرد. در قصر او خدم و حشم را دید که یک نیزه خون‌آلود و یک جام زرین درخشان را حمل می‌کردند. پرسیوال علی رغم حس کنجکاوی به خاطر آموزه‌های شوالیه‌گری از پرسش پرهیز کرد. صبح روز بعد که در قصر از خواب بیدار شد, قصر خالی از سکنه بود. پرسیوال قصر طلسم شده را ترک کرد و در جنگل با دوشیزه‌ای مواجه شد. او گفت این قصر متعلق به شاه فیشر ثروتمند است که در نبردی با نیزه مجروح و هر دو پایش فلج شده است. اکنون دیگر علیل بود و تنها سرگرمی‌اش ماهیگیری بود. پرسیوال با وجود حس کنجکاوی, به خاطر آموزه‌های شوالیه‌گری باز هم سکوت کرد و چیز بیشتری نپرسید. او به دربار شاه آرتور بازگشت و در آن جا پیرزنی سوار بر قاطر به او گفت که باید از او می‌پرسید چرا از نیزه‌ خون می‌چکید و مردی که به او جام را تعارف می‌کرد, چه کسی بود؟ اما پرسیوال به سبب گناهش (رها کردن مادر) طلسم شده بود و قادر نبود پرسش کند.

## فیشر کینگ وبران برکت یافته
درباره منشأ فیشر کینگ گمانه‌زنی‌های مختلفی وجود دارد ولی یک احتمال موجود این هست که شخصیت فیشر کینگ برگرفته از اسطوره ولزی بران برکت یافته باشد. در برخی نسخه‌های قرون وسطایی او را بیرون نامیدند که شباهت زیادی به نام بران دارد. علاوه بر این شخصیت این دو نیز تشابهات قابل توجهی دارد. بران فرزند ایزد دریا (ماناویدان) بود که در اثر نیزه سمی که به پایش خورده بود, فوت کرد. این می‌تواند سرچشمه فلج بودن شاه فیشر باشد.